# Dasypogon analis
Dasypogon analis är en tvåvingeart som beskrevs av Macquart 1850. Dasypogon analis ingår i släktet Dasypogon och familjen rovflugor.
Artens utbredningsområde är Tasmanien. Inga underarter finns listade i Catalogue of Life.